# 样带法
样带法是生物学中用来估计特定区域（如海滨，牧场）内的相关生物分布情况的一项技术，该技术可以记录两条标准线之间所有的生物种类、这些物种离某个特定区域的距离，以及它们在所测区域内的数量。样带不连续说明样方内记录的生物在该线上的分布也不连续。
样带法与样线法类似，但与样线法不同的是，样带法不仅能够显示物种的存在与否，还能够显示物种的富饶程度。样带法可以看成是多条样线叠加的结果。
样带法的测量要求样线跨过测量区域，该线上的的第一个标记点就是一个样方。而标记点必须是一系列不连续空间上的点。随后，研究人员须辨认样方内的植物和（或）动物，估计它们的数量。样方内动物的数目可以数出来，但植物的数量通常用植物覆盖率估计。植物覆盖率是指从样方上方观察，植物地上部分所占面积与样方面积的百分比。由于植物会相互覆盖，通常单样方内植物覆盖率的总和会超过百分之百。
样线上每一个标记点就是一个样方，时间有限时，可按照预先确定的时间间隔甚至随机取定样方。值得强调的一点是，因为不同的人对同一个样方的估计值存在差异，所以在一次调查中，每个样方内的估计值都必须出自同一个人。如果不同的人对不同的样方进行估计，个体差异的引入就会削弱结果的准确性。取样时要尽可能地减少破坏，尽可能避过样本临近区域。反之，不仅会破环该区域，还会减小该区域的估计值。